# 4192 Breysacher
4192 Breysacher (1981 DH) là một tiểu hành tinh nằm phía ngoài của vành đai chính được phát hiện ngày 28 tháng 2 năm 1981 bởi Henri Debehogne và Giovanni de Sanctis ở La Silla.